# 密告・者
『密告・者』（原題：綫人、The Stool Pigeon）は、2010年の香港映画。監督はダンテ・ラム。日本では、2010年の第11回東京フィルメックスで「密告・者」のタイトルで上映された後、2011年10月29日に劇場公開された。

## キャスト
| 役名                         | 俳優               | 日本語吹き替え |
| ---------------------------- | ------------------ | -------------- |
| ホー・サイフイ（サイグァイ） | ニコラス・ツェー   | 浪川大輔       |
| ドン・リー                   | ニック・チョン     | 咲野俊介       |
| ディー                       | グイ・ルンメイ     | 林真里花       |
| ジャバー                     | リウ・カイチー     | 坂本くんぺい   |
| ドンのボス                   | リー・シンチョン   | 山内健嗣       |
| クー                         | デレク・クォック   | 貴志昌文       |
| バーバイ                     | ルー・イー         | 川原慶久       |
| タイピン                     | パトリック・キョン | 遠藤大智       |
| マルコ                       | ヴィンセント・ワン | 玉野井直樹     |
| シュー                       | ミャオ・プー       | 高橋里枝       |
| ホーの妹                     | シャーマン・チョン | 志田有彩       |
| フェイリン                   | ン・ホーホン       | 長谷川俊介     |
| シューの父                   | ラウ・コン         | -              |
| シューの兄                   | ローレンス・チェン | -              |

- その他の吹き替え：林和良／後藤ヒロキ／下田レイ／武田幸史／石田嘉代／後藤光祐／櫻井トオル

## 日本語版制作スタッフ
- 演出：宇出喜美
- 翻訳：日笠千晶
- 調整：徳久智成
- 録音：スタジオT&T
- 制作担当：吉永紘朗
- 制作：ニュージャパンフィルム

## 主な受賞
- 第30回香港電影金像奨(2011年)
  - 最優秀主演男優賞（ニコラス・ツェー）